# Llista de compostos inorgànics (bloc s)
|  |

| Accés a altres blocs d'elements   |
| bloc s - bloc p - bloc d - bloc f |
| Blocs de la taula periòdica       |

## Bari, Ba
Acetat de bari, Ba(OCOCH₃)₂ - 
Azida de bari, Ba(N₃)₂ -
Bromat de bari, Ba(BrO₃)₂ -
Bromur de bari, BaBr₂ - 
Carbonat de bari, BaCO₃ - 
Carbur de bari, BaC₂ - 
Clorat de bari, Ba(ClO₃)₂ -
Clorur de bari, BaCl₂ - 
Cromat de bari, BaCrO₄ -
Dicromat de bari, BaCr₂O₇ -
Difosfat de bari, Ba₂P₂O₇ -
Fluorur de bari, BaF₂ - 
Hexaborur de bari, BaB₆ - 

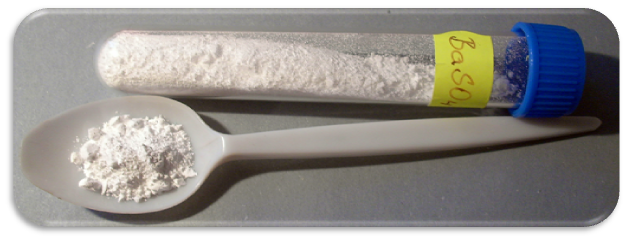
Sulfat de bari

Hexafluorosilicat de bari, BaSiF₆ - 
Hidrogenfosfat de bari, BaHPO₄ - 
Hidrogensulfur de bari, Ba(HS)₂ - 
Hidròxid de bari, Ba(OH)₂ - 
Hidrur de bari, BaH₂ -
Hipoclorit de bari, BaCl₂O₂ -
Iodat de bari, Ba(IO₃)₂ - 
Iodur de bari, BaI₂ - 
Metafosfat de bari,Ba(PO₃)₂ - 
Metasilicat de bari, BaSiO₃ - 
Molibdat de bari, BaMoO₄ - 
Nitrat de bari, Ba(NO₃)₂ - 
Nitrit de bari, Ba(NO₂)₂ - 
Nitrur de bari, Ba₃N₂ - 
Òxid de bari, BaO - 
Perclorat de bari, Ba(ClO₄)₂ - 
Permanganat de bari, Ba(MnO₄)₂ - 
Peròxid de bari, BaO₂ - 
Selenat de bari, BaSeO₄ - 
Selenur de bari, BaSe - 
Sulfat de bari, BaSO₄ - 
Sulfit de bari, BaSO₃ - 
Sulfur de bari, BaS - 
Tiocianat de bari, Ba(SCN)₂ - 
Tiosulfat de bari, BaS₂O₃ - 
Titanat de bari, BaTiO₃ - 
Tungstat de bari, BaWO₄ - 
Zirconat de bari, BaZrO₃

## Beril·li, Be
Borur de beril·li, BeB₂ - 
Bromur de beril·li, BeBr₂ - 
Carbonat de beril·li, BeCO₃ - 
Carbur de beril·li, Be₂C - 
Clorur de beril·li, BeCl₂ - 
Fluorur de beril·li, BeF₂ - 
Hidròxid de beril·li, Be(OH)₂ - 
Hidrur de beril·li, BeH₂ - 
Iodur de beril·li, BeI₂ - 
Nitrat de beril·li, Be(NO₃)₂ - 
Nitrur de beril·li, Be₃N₂ - 
Òxid de beril·li, BeO - 
Perclorat de beril·li, Be(ClO₄)₂ - 
Selenat de beril·li, BeSeO₄ - 
Sulfat de beril·li, BeSO₄ - 
Sulfit de beril·li, BeSO₃ -
Sulfur de beril·li, BeS - 
Tel·lurur de beril·li, BeTe

## Calci, Ca
Acetat de calci, Ca(OCOCH₃)₂ - 
Arsenat de calci, Ca₃(AsO₄)₂ - 
Borur de calci, CaB₆ - 
Bromur de calci, CaBr₂ - 
Carbur de calci, CaC₂ - 
Carbonat de calci, CaCO₃ - 
Clorat de calci, Ca(ClO₃)₂ - 
Clorur de calci, CaCl₂ - 
Cromat de calci, CaCrO₄ - 
Dicromat de calci, CaCr₂O₇ -
Difosfat de calci, Ca₂P₂O₇ - 

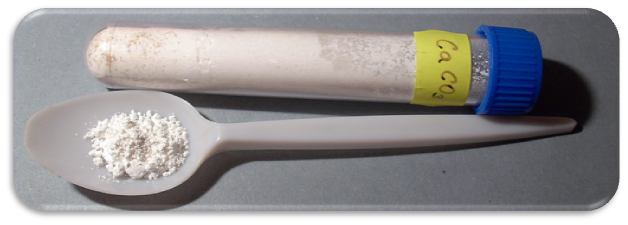
Carbonat de calci

Dihidrogenfosfat de calci, Ca(H₂PO₄)₂ - 
Fluorur de calci, CaF₂ - 
Fluorofosfat de calci, CaPO₃F - 
Fosfat de calci, Ca₃(PO₄)₂ - 
Fosfur de calci, Ca₃P₂ - 
Hexafluorosilicat de calci CaSiF₆ - 
Hidrur de calci, CaH₂ - 
Hidrogencarbonat de calci, Ca(HCO₃)₂ - 
Hidrogenfosfat de calci, CaHPO₄ - 
Hidròxid de calci, Ca(OH)₂ - 
Hipoclorit de calci, Ca(OCl)₂ - 
Hipofosfit de calci, Ca(H₂PO₂)₂ - 
Iodat de calci, Ca(IO₃)₂ - 
Iodur de calci, CaI₂ - 
Metasilicat de calci, CaSiO₃ - 
Molibdat de calci, CaMoO₄ - 
Nitrat de calci, Ca(NO₃)₂ - 
Nitrit de calci, Ca(NO₂)₂ - 
Nitrur de calci, Ca₃N₂ - 
Oxalat de calci, CaC₂O₄ - 
Òxid de calci, CaO - 
Perclorat de calci Ca(ClO₄)₂ - 
Permanganat de calci Ca(MnO₄)₂ - 
Peròxid de calci, CaO₂ - 
Selenat de calci, CaSeO₄ - 
Selenur de calci, CaSe - 
Silicat de calci, CaSiO₃ - 
Silicur de calci, CaSi - 
Sulfat de calci, CaSO₄ - 
Sulfit de calci, CaSO₃ - 
Sulfur de calci, CaS - 
Tel·lurur de calci, CaTe - 
Tiocianat de calci, Ca(SCN)₂ - 
Tiosulfat de calci, CaS₂O₃ - 
Titanat de calci, CaTiO₃ - 
Tungstat de calci, CaWO₄ - 
Zirconat de calci, CaZrO₃

## Cesi, Cs
Azida de cesi, CsN₃ - 
Bromat de cesi, CsBrO₃ - 
Bromur de cesi, CsBr - 
Carbonat de cesi, Cs₂CO₃ - 
Cianur de cesi, CsCN - 
Clorat de cesi, CsClO₃ - 
Clorur de cesi, CsCl - 
Fluorur de cesi, CsF - 
Hidròxid de cesi, CsOH - 
Hidrur de cesi, CsH - 
Iodur de cesi, CsI - 
Metaborat de cesi, CsBO₂ - 
Nitrat de cesi, CsNO₃ - 
Òxid de cesi, Cs₂O - 
Perclorat de cesi, CsClO₄ - 
Sulfat de cesi, Cs₂SO₄ - 
Superòxid de cesi, CsO₂

## Estronci, Sr
Bromat d'estronci, Sr₃(BrO₃)₂ - 
Bromur d'estronci, SrBr₂ - 
Carbonat d'estronci, SrCO₃ - 
Carbur d'estronci, SrC₂ - 
Clorat d'estronci, Sr₃(ClO₃)₂ - 
Clorur d'estronci, SrCl₂ - 
Cromat d'estronci, SrCrO₄ - 
Fluorur d'estronci, SrF₂ - 
Fosfat d'estronci, Sr₃(PO₄)₂ - 
Hidròxid d'estronci, Sr(OH)₂ - 
Hidrur d'estronci, |SrH₂ - 
Iodur d'estronci, SrI₂ - 
Molibdat d'estronci, SrMoO₄ - 
Niobat d'estronci, SrNb₂O₆ - 
Nitrat d'estronci, Sr(NO₃)₂ - 
Nitrit d'estronci, Sr(NO₂)₂ - 
Ortosilicat d'estronci, Sr₂SiO₄ - 
Òxid d'estronci, SrO - 
Peròxid d'estronci, SrO₂ - 
Selenat d'estronci, SrSeO₄ - 
Selenur d'estronci, SrSe - 
Silicur d'estronci, SrSi₂ - 
Sulfat d'estronci, SrSO₄ - 
Sulfur d'estronci, SrS - 
Titanat d'estronci, SrTiO₃

## Franci, Fr
Bromur de franci, FrBr - 
Carbonat de franci, Fr₂CO₃ - 
Clorur de franci, FrCl - 
Fluorur de franci, FrF - 
Iodur de franci, FrI - 
Hidròxid de franci, FrOH - 
Òxid de franci, Fr₂O - 
Sulfat de franci, Fr₂SO₄

## Heli, He
No hi ha compostos.

## Hidrogen, H
Àcid arsènic, H₃AsO₄ - 
Àcid arsenós, H₂AsO₃ - 
Àcid bòric, H₃BO₃ - 
Àcid bròmic, HBrO₃ - 
Àcid carbònic, H₂CO₃ - 
Àcid cianhídric, HCN - 
Àcid clòric, HClO₃ - 
Àcid clorós, HClO₂ - 
Àcid cròmic, H₂CrO₄ - 
Àcid difosfòric, H₂P₂O₇ - 
Àcid fosfòric, H₃PO₄ - 
Àcid fosforós, H₃PO₃ - 
Àcid hexafluoroantimonic, HSbF₆ - 
Àcid hexafluorofosfòric, HPF₆ - 
Àcid hexafluorosilícic, H₂SiF₆ - 
Àcid hexafluorotitànic, H₂TiF₆ - 
Àcid hipobromós, HOBr(aq) - 
Àcid hipoclorós, HOCl(aq) - 
Àcid hipofosforós, H₃PO₂ - 
Àcid iòdic, HIO₃ - 
Àcid nítric, HNO₃ - 
Àcid nitrós, HNO₂ -
Àcid perclòric, HClO₄ - 
Àcid perdisulfúric, H₂S₂O₈ - 
Àcid periòdic, HIO₄ - 
Àcid permonosulfúric, H₂SO₅ - 
Àcid selènic, H₂SeO₄ - 
Àcid selenós, H₂SeO₃ - 
Àcid silícic, H₄SiO₄ - 
Àcid sulfàmic, NH₂SO₃H - 
Àcid sulfúric, H₂SO₄ - 
Àcid sulfurós, H₂SO₃ - 
Àcid tel·lúric, H₂TeO₄ - 
Àcid tel·lurós, H₂TeO₃ - 
Àcid tetrafluorobòric, HBF₄ - 
Aigua, H₂O - 
Amoníac, NH₃ -
Bromur d'hidrogen, HBr - 
Clorur d'hidrogen, HCl - 
Fluorur d'hidrogen, HF - 
Hidrazina, N₂H₄ - 
Iodur d'hidrogen, HI - 
Peròxid d'hidrogen, H₂O₂ - 
Selenur d'hidrogen, H₂Se - 
Sulfur d'hidrogen, H₂S - 
Tel·lurur d'hidrogen, H₂Te

## Liti, Li
Acetat de liti, LiAcO - 
Arsenat de liti, Li₃AsO₄ - 
Bromur de liti, LiBr - 
Borat de liti, LiBO₂ - 
Borohidrur de liti, LiBH₄ - 
Carbonat de liti, Li₂CO₃ - 
Cianat de liti, LiOCN - 
Clorur de liti, LiCl - 
Cromat de liti, Li₂CrO₄ - 
Dicromat de liti, Li₂Cr₂O₇ - 
Fluorur de liti, LiF - 
Fosfat de liti, Li₃PO₄ - 
Hidrur de liti, LiH - 
Hidròxid de liti, LiOH - Hipoclorit de liti, LiClO - Iodat de liti, LiIO₃ - 
Iodur de liti, LiI - 
Metasilicat de liti, Li₂SiO₃ - 
Niobat de liti, LiNbO₃ - 
Nitrat de liti, LiNO₃ - 
Nitrur de liti, Li₃N - 
Òxid de liti, Li₂O - 
Perclorat de liti, LiClO₄ - 
Peròxid de liti, Li₂O₂ - 
Selenat de liti, Li₂SeO₄ - 
Sulfat de liti, Li₂SO₄ -
Sulfur de liti, Li₂S - Tungstat de liti, Li₂WO₄

## Magnesi, Mg
Acetat de magnesi, Mg(OCOCH₃)₂ - 

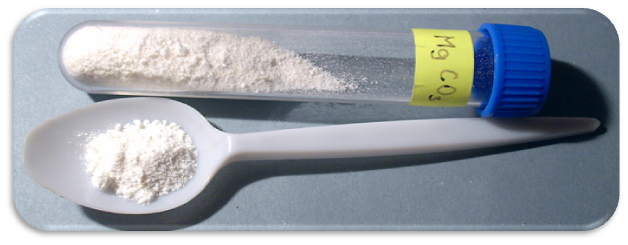
Carbonat de magnesi

Antimonur de magnesi, Mg₃Sb₂ - Arsenat de magnesi, Mg₃(AsO₄)₂ - 
Borur de magnesi, MgB₂ - 
Bromat de magnesi, Mg(BrO₃)₂ - 
Bromur de magnesi, MgBr₂ - 
Carbur de magnesi, MgC₂ - 
Carbonat de magnesi, MgCO₃ - 
Clorat de magnesi, Mg(ClO₃)₂ - 
Clorur de magnesi, MgCl₂ -
Difosfat de magnesi, Mg₂P₂O₇ - 
Fluorur de magnesi, MgF₂ - 
Fluorofosfat de magnesi, MgPO₃F - 
Fosfat de magnesi, Mg₃(PO₄)₂ - 
Fosfur de magnesi, Mg₃P₂ - 
Germaniur de magnesi, Mg₂Ge - 
Hexafluorosilicat de magnesi, MgSiF₆ - 
Hidrur de magnesi, MgH₂ - 
Hidrogencarbonat de magnesi, Mg(HCO₃)₂ -
Hidrogenfosfat de magnesi, MgHPO₄ - 
Hidròxid de magnesi, Mg(OH)₂ - 
Hipoclorit de magnesi, Mg(OCl)₂ - 
Iodur de magnesi, MgI₂ - 
Molibdat de magnesi, MgMoO₄ - 
Nitrat de magnesi, Mg(NO₃)₂ - 
Nitrur de magnesi, Mg₃N₂ - 
Silicat de magnesi, Mg₂SiO₄ - 
Oxalat de magnesi, MgC₂O₄ - 
Òxid de magnesi, MgO - 
Perclorat de magnesi, Mg(ClO₄)₂ - 
Permanganat de magnesi, Mg(MnO₄)₂ - 
Peròxid de magnesi, MgO₂ - 
Selenat de magnesi, MgSeO₄ - 
Selenit de magnesi, MgSeO₃ - 
Selenur de magnesi, MgSe - 
Silicat de magnesi, MgSiO₃ - 
Silicur de magnesi, Mg₂Si - 
Sulfat de magnesi, MgSO₄ - 
Sulfit de magnesi, MgSO₃ - 
Sulfur de magnesi, MgS - 
Tiosulfat de magnesi, MgS₂O₃ - 
Titanat de magnesi, MgTiO₃ - 
Tungstat de magnesi, MgWO₄ - 
Zirconat de magnesi, MgZrO₃

## Radi, Ra
Acetat de radi, Ra(OCOCH₃)₂ - 
Borur de radi, RaB₆ - 
Bromur de radi, RaBr₂ - 
Carbonat de radi, RaCO₃ - 
Carbur de radi, RaC₂ - 
Clorur de radi, RaCl₂ - 
Fluorofosfat de radi, RaPO₃F - 
Fluorur de radi, RaF₂ - 
Fosfat de radi, Ra₃(PO₄)₂ - 
Hidrogencarbonat de radi, Ra(HCO₃)₂ - 
Hidrogenfosfat de radi, RaHPO₄ - 
Hidròxid de radi, Ra(OH)₂ - 
Hidrur de radi, RaH₂ - 
Hipoclorit de radi, Ra(OCl)₂ - 
Iodur de radi, RaI₂ - 
Molibdat de radi, RaMoO₄ - 
Nitrat de radi, Ra(NO₃)₂ - 
Oxalat de radi, RaC₂O₄ - 
Òxid de radi, RaO - 
Peròxid de radi, RaO₂ - 
Silicat de radi, RaSiO₃ - 
Sulfat de radi, RaSO₄ - 
Sulfur de radi, RaS - 
Titanat de radi, RaTiO₃ - 
Tungstat de radi, RaWO₄ - 
Zirconat de radi, RaZrO₃

## Rubidi, Rb
Azida de rubidi, RbN₃ - 
Bromur de rubidi, RbBr - 
Carbonat de rubidi, Rb₂CO₃ - 
Cianur de rubidi, RbCN - 
Clorur de rubidi, RbCl - 
Fluorur de rubidi, RbF - 
Hidrogencarbonat de rubidi, RbHCO₃ - 
Hidrogensulfat de rubidi, RbHSO₄ - 
Hidròxid de rubidi, RbOH - 
Hidrur de rubidi, RbH - 
Iodur de rubidi, RbI - 
Nitrat de rubidi, RbNO₃ - 
Òxid de rubidi, Rb₂O - 
Perclorat de rubidi, Rb₂ClO₄ - 
Peròxid de rubidi, Rb₂O₂ - 
Selenur de rubidi, Rb₂Se - 
Sulfat de rubidi i alumini, RbAl(SO₄)₂ - 
Sulfat de rubidi, Rb₂SO₄ - 
Sulfur de rubidi, Rb₂S - 
Superòxid de rubidi, RbO₂ - 
Tel·lurur de rubidi, Rb₂Te 

## Potassi, K
Acetat de potassi, KOCOCH₃ - 
Aluminat de potassi, K₂Al₂O₄ - 
Arsenat de potassi, K₃AsO₄ - 
Azida de potassi, KN₃ - 
Bismutat de potassi, KBiO₃ - 
Bromat de potassi, KBrO₃ - 
Bromohidrur de potassi, KBH₄ - 
Bromur de potassi, KBr - 
Carbonat de potassi, K₂CO₃ - 
Cianat de potassi, KCNO - 
Cianur de potassi, KCN - 
Clorat de potassi, KClO₃ - 
Clorit de potassi, KClO₂ - 
Clorur de potassi, KCl - 
Cromat de potassi, K₂CrO₄ - 
Dicromat de potassi, K₂Cr₂O₇ - 
Difosfat de potassi, K₄P₂O₇ - 

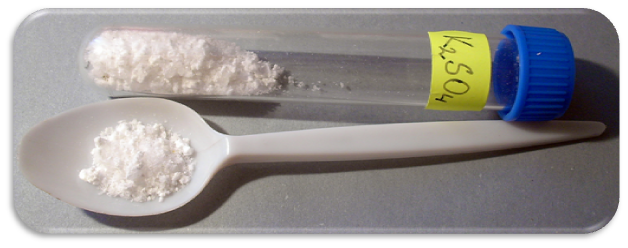
Sulfat de potassi

Dihidrogenarsenat de potassi, KH₂AsO₄ - 
Dihidrogenfosfat de potassi, KH₂PO₄ - 
Disulfat de potassi, K₂S₂O₇ - 
Disulfit de potassi, K₂S₂O₅ - 
Estannat de potassi, K₂SnO₃ - 
Ferricianur de potassi, K₃Fe(CN)₆ - 
Ferrocianur de potassi, K₄Fe(CN)₆ - 
Fluoroborat de potassi, KBF₄ - 
Fluorur de potassi, KF - 
Fosfat de potassi i amoni, KNH₄HPO₄ - 
Fosfat de potassi, K₃PO₄ - 
Hexacianocobaltat de potassi, K₃Co(CN)₆ -
Hexacloroosmat de potassi, K₂OsCl₆ -
Hexacloroplatinat de potassi, K₂PtCl₆ -
Hexafluoromanganat(IV) de potassi, K₂MnF₆ -
Hexafluorosilicat de potassi, K₃SiF₆ - 
Hidrogenarsenit de potassi, KHAs₂O₄ - 
Hidrogencarbonat de potassi, KHCO₃ - 
Hidrogenfluorur de potassi, KHF₂ - 
Hidrogenfosfat de potassi, K₂HPO₄ - 
Hidrogenfosfit de potassi, K₂HPO₃ - 
Hidrogenselenit de potassi, KHSeO₃ - 
Hidrogensulfat de potassi, KHSO₄ - 
Hidrogensulfit de potassi, KHSO₃ - 
Hidrogensulfur de potassi, KHS - 
Hidròxid de potassi, KOH - 
Hidrur de potassi, KH - 
Hipoclorit de potassi, KClO - 
Hipofosfit de potassi, KH₂PO₂ - 
Iodat de potassi, KIO₃ - 
Iodur de potassi, KI - 
Manganat de potassi, K₂MnO₄ - 
Metaborat de potassi, KBO₂ - 
Molibdat de potassi, K₂MoO₄ - 
Niobat de potassi, K₂NbO₃ - 
Nitrat de potassi, KNO₃ - 
Nitrit de potassi, KNO₂ - 
Oxalat de potassi, K₂C₂O₄ - 
Òxid de potassi, K₂O - 
Periodat de potassi, KIO₄ - 
Perclorat de potassi, KClO₄ - 
Permanganat de potassi, KMnO₄ - 
Peròxid de potassi, K₂O₂ - 
Persulfat de potassi, K₂S₂O₈ - 
Selenat de potassi, K₂SeO₄ - 
Selenit de potassi, K₂SeO₃ - 
Selenur de potassi, K₂Se - 
Sulfat de potassi, K₂SO₄ - 
Sulfit de potassi, K₂SO₃ - 
Sulfur de potassi, K₂S - 
Superòxid de potassi, KO₂ - 
Tel·lurat de potassi, K₂TeO₄ - 
Tel·lurit de potassi, K₂TeO₃ - 
Tetraborat de potassi, K₂B₄O₇ - 
Tetracianoplatinat(II) de potassi, K₂Pt(CN)₄ - 
Tetracloroaurat de potassi, KAuCl₄ - 
Tetracloroplatinat de potassi, K₂PtCl₄ - 
Tetraiodomercurat de potassi, K₂HgI₄ - 
Tiocarbonat de potassi, K₂CS₃ - 
Tiocianat de potassi, KSCN - 
Tiosulfat de potassi, K₂S₂O₃ - 
Titanat de potassi, K₂TiO₃ - 
Triodur de potassi, KI₃ - 
Tungstat de potassi, K₂WO₄ - 
Uranat de potassi, K₂U₂O₇

## Sodi, Na
Acetat de sodi, NaOCOCH₃ - 
Aluminat de sodi, NaAlO₂ - 
Arsenit de sodi, NaAsO₂ - 
Azida de sodi, NaN₃ - 
Bismutat de sodi, NaBiO₃ - 
Bromat de sodi, NaBrO₃ - 
Bromohidrur de sodi, NaBH₄ - 
Bromur de sodi, NaBr - 
Carbonat de sodi, Na₂CO₃ - 
Cianat de sodi, NaOCN - 

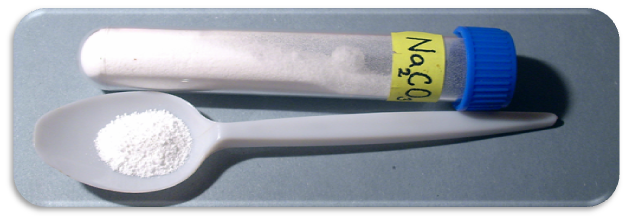
Carbonat de sodi

Cianoborohidrur de sodi, NaBH₃(CN) - 
Cianur de sodi, NaCN - 
Clorat de sodi, NaClO₃ - 
Clorit de sodi, NaClO₂ - 
Clorur de sodi, NaCl - 
Cromat de sodi, Na₂CrO₄ - 
Dicromat de sodi, Na₂Cr₂O₇ - 
Dihidrogenfosfat de sodi, NaH₂PO₄ - 
Dihidrogendifosfat de sodi, Na₂H₂P₂O₇ - 
Difosfat de sodi, Na₄P₂O₇ - 
Disulfit de sodi, Na₂S₂O₅ -
Ditionat de sodi, Na₂S₂O₆ - 
Ferricianur de sodi, Na₃Fe(CN)₆ - 
Ferrocianur de sodi, Na₄Fe(CN)₆ - 
Fluoroborat de sodi, NaBF₄ - 
Fluorur de sodi, NaF - 
Fosfat de sodi i amoni, NaNH₄HPO₄ - 
Fosfat de sodi, Na₃PO₄ - 
Hexafluoroaluminat de sodi, Na₃AlF₆ - 
Hexafluorosilicat de sodi, Na₃SiF₆ - 
Hidrogenarsenat de sodi, Na₂HAsO₄ - 
Hidrogencarbonat de sodi, NaHCO₃ - 
Hidrogenfluorur de sodi, NaHF₂ - 
Hidrogenfosfat de sodi, Na₂HPO₄ - 
Hidrogensulfat de sodi, NaHSO₄ - 
Hidrogensulfit de sodi, NaHSO₃ - 
Hidrogensulfur de sodi, NaHS - 
Hidròxid de sodi, NaOH - 
Hidrur de sodi, NaH - 
Hipoclorit de sodi, NaClO - 
Iodat de sodi, NaIO₃ - 
Iodur de sodi, NaI - 
Metaborat de sodi, NaBO₂ - 
Metasilicat de sodi, Na₂SiO₃ - 
Molibdat de sodi, Na₂MoO₄ - 
Niobat de sodi, Na₂NbO₃ - 
Nitrat de sodi, NaNO₃ - 
Nitrit de sodi, NaNO₂ - 
Oxalat de sodi, Na₂C₂O₄ - 
Òxid de sodi, Na₂O - 
Periodat de sodi, NaIO₄ - 
Perclorat de sodi, NaClO₄ - 
Permanganat de sodi, NaMnO₄ - 
Peròxid de sodi, Na₂O₂ - 
Persulfat de sodi, Na₂S₂O₈ - 
Selenat de sodi, Na₂SeO₄ - 
Selenit de sodi, Na₂SeO₃ - 
Selenur de sodi, Na₂Se - 
Sulfat de sodi i alumini, NaAl(SO₄)₂ - 
Sulfat de sodi, Na₂SO₄ - 
Sulfit de sodi, Na₂SO₃ - 
Sulfur de sodi, Na₂S - 
Superòxid de sodi, NaO₂ - 
Tel·lurat de sodi, Na₂TeO₄ - 
Tetraborat de sodi, Na₂B₄O₇ - 
Tetracloroaluminat de sodi, NaAlCl₄ - 
Tetrafluoroberil·lat de sodi, Na₂BeF₄ - 
Tiocianat de sodi, NaSCN - 
Tiosulfat de sodi, Na₂S₂O₃ - 
Tungstat de sodi, Na₂WO₄